# Polypodium fissidens
Polypodium fissidens är en stensöteväxtart som beskrevs av William Ralph Maxon. Polypodium fissidens ingår i släktet Polypodium och familjen Polypodiaceae. Inga underarter finns listade.